# Hans van Houten (politicus)
Hans Rudolf van Houten (Den Haag, 13 augustus 1907 – Verbier (Zwitserland), 31 juli 1996) was een Nederlands politicus, topambtenaar en diplomaat.
Van Houten was een telg uit een welgestelde patriciërsfamilie die carrière maakte als diplomaat. Hij werd zonder 'Haagse ervaring' staatssecretaris van Buitenlandse Zaken (Europese zaken) in het kabinet-De Quay en werd toen pas lid van de VVD. Van Houten speelde een onopvallende rol tot hij in 1963 met succes eiste dat de KRO een interview met de gevluchte Franse ex-minister Bidault niet zou uitzenden.
Hij was de kleinzoon van oud-minister Samuel van Houten.
- Biografisch Portaal: 99540723
- International Standard Name Identifier: 0000 0000 2769 3813
- Library of Congress Control Number: n88002826
- Nationale Bibliotheek van Israël: 987007276293105171
- Nederlandse Thesaurus van Auteursnamen: 070991693
- Parlement.com: vg09llh8wwxd
- Virtual International Authority File: 72928677
- WorldCat: E39PBJjdh99GHr4BHwcGHfDKBP